# Pouligney-Lusans
Pouligney-Lusans là một xã của tỉnh Doubs, thuộc vùng Bourgogne-Franche-Comté, miền đông nước Pháp.

## Dân số
| Năm | 1962 | 1968 | 1975 | 1982 | 1990 | 1999 | 2004 |
| --- | ---- | ---- | ---- | ---- | ---- | ---- | ---- |
| Dân số | 261  | 271  | 326  | 517  | 625  | 695  | 704  |
| From the year 1962 on: No double counting—residents of multiple communes (e.g. students and military personnel) are counted only once. |      |      |      |      |      |      |      |